# Byg selv!
Byg selv! er en amerikansk stumfilm fra 1920 af Buster Keaton og Edward F. Cline.

## Medvirkende
- Buster Keaton
- Sybil Seely
- Joe Roberts